# Pallarès de Baix
Pallarès de Baix és una masia del municipi d'Olius inclosa en l'Inventari del Patrimoni Arquitectònic de Catalunya.

## Descripció
Masia de planta rectangular i teulada a dos vessants, la banda oest, molt més llarga que la cara est. Està orientada nord-sud. Portal d'entrada, a la cara sud-oest i porta d'arc de mig punt adovellada. Damunt de la porta i ocupant la cara sud-oest, hi ha dues terrasses, aguantades per un gran pilar de pedra.
Planta baixa amb sòl de pedra i coberta amb volta.
Construcció: parament de carreus irregulars, no en filades; a les cantonades i a les llindes de les finestres, són pedres tallades i picades.
La masia es troba a la part nord-oest del terme, a llevant del nucli de Clarà. S'hi accedeix per una pista que surt del km. 101,8 de la carretera C-26 (de Bassella a Solsona), cap a ponent. El recorregut és de dos km. També s'hi pot anar des de la propera masia de Pallarès de Dalt.

## Història
La masia de Pallarès de Baix, és l'antiga Vil·la Pallariense, de la que ja se'n tenen notícies des de l'any 977.
El nom "Vil·la", és de sentit molt discutit, però al Solsonès, sembla voler significar "gran propietat amb diferents cases o albergs habitats, agregades o disperses, amb una església prop de la principal o de l'agregat".